# Amaya Mendikoetxea
Amaya Mendikoetxea Pelayo (Bilbao, Vizcaya, 1962) es una filóloga, profesora y catedrática española.
Es catedrática de Lingüística Inglesa del Departamento de Filología Inglesa de la Universidad Autónoma de Madrid.
Actualmente es la rectora de la Universidad Autónoma de Madrid desde el 13 de mayo de 2021, convirtiéndose así, en la única mujer rectora de toda la Comunidad de Madrid, y siendo la segunda en el cargo por detrás de Josefina Gómez Mendoza, que también fue rectora de la misma universidad entre 1984 a 1985.

## Trayectoria
Mendikoetxea estudió Filología Inglesa en Bilbao y se licenció en 1986 en la Universidad de Deusto. Después de licenciarse viajó a Inglaterra y se formó en la Universidad de Kingston, en la Universidad de Leeds y, en la Universidad de York estudió un Máster en Lingüística Teórica y se doctoró en 1992, con una tesis sobre teoría sintáctica. Es profesora titular desde 1996 en la Universidad Autónoma de Madrid (UAM) y catedrática de universidad desde 2019 de Lingüística Inglesa.
Desde el año 1991 se dedica a la docencia y la investigación. Investigó en el departamento de Lingüística y Filosofía del Instituto de Tecnología de Massachusetts con una beca del programa Fulbright en los años 1993 y 1994, asistió a los seminarios y clases de Noam Chomsky y otros lingüistas. Continuó su labor investigadora en 1997 en la Universidad de California en Los Ángeles en 1997 y en 2006 y 2007 con una beca Salvador de Madariaga en la Universidad de Lancaster.
Mendikoetxea valora el lenguaje como capacidad inherente al ser humano para explicar su dedicación a la docencia, la investigación y también a la gestión. En la Facultad de Filosofía y Letras fue directora del Departamento de Filología Inglesa, Vicedecana de Estudios de Grado, y durante el periodo 2013 a 2017 fue vicerrectora de Relaciones Internacionales  En mayo de 2021 se presentó a las elecciones y resultó elegida rectora de la Universidad Autónoma de Madrid (UAM). Mendikoetxea sucede en el cargo a Rafael Garesse. Con su elección ya son 10 las mujeres rectoras en las universidades públicas españolas.
En 2025 se presentó a la reelección, siendo la única candidata que concurrió al proceso electoral. A pesar de ello, no obtuvo la mayoría necesaria para ser reelegida rectora. Según el Reglamento Electoral de la UAM, en casos en los que se presenta un único candidato, es necesario que alcance la mayoría absoluta de los votos válidos para ser elegido rector o rectora. Mendikoetxea únicamente consiguió el 44,6763%, ganando el voto en blanco, situación nunca vista en la UAM. En una carta abierta a la comunidad universitaria, Mendikoetxea culpó de los resultados a "campañas sustentadas en la desinformación y el ruido", así como a plataformas como UAM por la Pública y varias asociaciones de estudiantes, muy críticas con su gestión, marcada por una situación presupuestaria muy desfavorable y el descontento generalizado entre estudiantes y trabajadores de la universidad, por la política de personal llevada a cabo. 
En lo que respecta a la familia, Mendikoetxea es sobrina del periodista Antonio Pelayo."